# Kicking & Screaming
Kicking & Screaming (Brasil: Papai Bate um Bolão / Portugal: Um Treinador Genial) é um filme de comédia esportiva produzido nos Estados Unidos e dirigido por Jesse Dylan. Lançado em 2005, foi protagonizado por Will Ferrell e Robert Duvall.

## Enredo
Phil Weston (Will Ferrell), é uma pessoa comum que teve que suportar a excesso a competitividade de seu pai Buck Weston (Robert Duvall) ao longo de sua infância, uma educação que deixou cicatrizes mentais permanentes. Agora de meia-idade, casado e com um filho chamado Sam, Phil opera uma pequena loja de vitaminas, enquanto Buck opera uma cadeia local de lojas de esportes. Buck é o treinador dos Gladiators, o time de futebol mais bem-sucedido do distrito. Sam está no time de futebol de Buck, mas para o aborrecimento de seu pai seu avô o mantém no banco, uma humilhação que ele também visitou em seu filho décadas antes. Buck finalmente transfere Sam para os Tigers, a pior equipe da liga. No primeiro jogo de Sam com sua nova equipe seu treinador está ausente. Em vez de perder, Phil decide treinar a equipe, uma posição que ele ocupa permanentemente. No entanto, apesar dos melhores esforços de Phil, a equipe não parece melhorar. Em desespero Phil recruta Mike Ditka (interpretando ele mesmo), que é o vizinho de Buck e inimigo. Seduzido pela oportunidade de vencer Buck, Ditka aceita a posição. Apesar do treinamento extenuante, a equipe continua a perder.
Ditka apresenta Phil a dois meninos italianos excepcionalmente talentosos que trabalham em uma loja local do carniceiro. Phil consegue ganhar a permissão de seu tio para que eles joguem para os Tigers. Eles têm um impacto imediato, marcando repetidamente. A raia vencedora resultante faz deles contendores sérios na liga. Depois de finalmente ganhar um par de jogos e Phil disse que sua equipe estava indo para ir para a final, Phil e Buck fazem uma aposta, se os Gladiators ganharem, em seguida, Phil iria vender sua loja e trabalhar para Buck. Se os Tigers ganharem, então Buck entregaria sua posse mais prezada, 'A Pelé Ball', uma bola de futebol atingida pelo famoso jogador que Phil pegou quando era criança e Buck tirou dele.
Enquanto isso, Ditka também introduz Phil no café, que rapidamente o transforma de um pai gentil e educado, para um treinador desagradável e excessivamente competitivo, não tão diferente de seu pai, abusando de crianças e pais. O mantra da equipe torna-se "pegue a bola para os italianos", que, embora eficaz, desmoraliza sua equipe. No último ato super-competitivo ele faz o seu próprio filho para todo o jogo de semifinal. Os Tigers chegam às finais onde enfrentam os Gladiators. No intervalo, a pontuação é de dois-um para os Gladiators. Em uma discussão de coração-a-coração com seu filho, Phil percebe o erro de seus caminhos. Ele diz a sua equipe para fazer exatamente o oposto do que ele lhes ensinou.
Apesar dos Gladiators marcarem mais um gol após o intervalo, eles não desistem de esperar. Phil dá ao goleiro um teste de visão com óculos da multidão. A partir daí, Ambrose marca um gol - fazendo a pontuação de três a dois. Depois de outro gol, o placar está empatado. A equipe produz um desempenho de equipe espetacular para ganhar 4-3, com Sam marcando o gol de vitória contra seu tio Bucky (Josh Hutcherson), (criança de Buck que nasceu no dia exato como Sam) usando um movimento que ele praticou quando seu pai o ajudou nas semifinais. Honrando a aposta, Buck tenta dar a bola a Phil, mas Phil recusa. Fazendo a paz com seu pai, eles fundem seus negócios, percebendo que há mais na vida do que ganhar. O filme termina com uma versão adaptada do comercial "He's Got Balls" originalmente produzido por Buck. Nela, toda a equipe de Tigers aparece, anunciando a fusão da loja de vitaminas de Phil - Pílulas de Phil - e a loja de artigos esportivos de Buck. A equipe grita, depois da linha "Ele tem bolas", "E vitaminas".
Créditos de encerramento são definidos com The Beatles e a canção "We Can Work It Out".

## Elenco
- Will Ferrell .... Phil Weston
- Robert Duvall .... Buck Weston
- Mike Ditka .... Ele mesmo
- Kate Walsh .... Barbara Weston
- Dylan McLaughlin .... Sam Weston
- Josh Hutcherson .... Bucky Weston
- Musetta Vander .... Janice Weston
- Steven Anthony Lawrence .... Mark Avery
- Francesco Liotti .... Gianpiero
- Alessandro Ruggiero .... Massimo
- Elliott Cho
- David Herman .... Referee
- Rachael Harris .... Ann Hogan
- Dallas McKinney .... Connor (Goalie)
- Peter Jason .... Clark
- Randall May
- Phill Lewis .... John Ryan
- Karly Rothenberg .... Mães de Jack
- Alex Borstein
- Jeremy Bergman .... Hunter Davidson
- Erik Walker .... Ambrose Hanna
- Laura Kightlinger ..... Donna Jones
- Sammy Fine .... Jack Watson
- Timmy Deters .... Alex
- Joseph R. Sicari .... Umberto
- Stephen Rudrick .... Ceeb (jovem)
- Stasi Glenn
- Martin Starr

## Recepção
No agregador de críticas dos Estados Unidos, o Rotten Tomatoes, na pontuação onde a equipe do site categoriza as opiniões da  grande mídia e da mídia independente apenas como positivas ou negativas, o filme tem um índice de aprovação de 41% calculado com base em 142 comentários dos críticos. Por comparação, com as mesmas opiniões sendo calculadas usando uma média aritmética ponderada, a nota alcançada é 5,1/10 que é seguida do consenso afirmando que "o roteiro é medíocre e não dá a Ferrell uma vitrine cômica adequada."
Em outro agregador de críticas também dos Estados Unidos, o Metacritic, que calcula as notas das opiniões usando somente uma média aritmética ponderada de determinados veículos de comunicação em maior parte da grande mídia, o filme tem 33 avaliações da imprensa anexadas no site e uma pontuação de 45 entre 100, com a indicação de "revisões mistas ou neutras".
Roger Ebert avaliou com 3 de 4 estrelas chamando de "um divertido filme familiar".